# 加藤隆之
加藤 隆之（かとう たかゆき、1977年3月12日 - ）は、東京都出身の男優。

## 人物
父方の祖父は俳優・加東大介、母方の祖父は映画監督・黒澤明。母は衣裳デザイナー・黒澤和子。
1999年1月テレビドラマ『リング〜最終章〜』で川島健役でデビュー。同年、『雨あがる』の内藤隼人（小姓）役で映画初出演。
黒澤明の著作権・肖像権を管理する株式会社K&K Bros.の取締役を務めている。

## 出演作品

### 映画
- リング〜最終章〜（1999年、フジテレビ） - 川島健 役
- 雨あがる（1999年） - 内藤隼人(小姓) 役
- 日本の黒い夏 冤罪（2000年）
- 0＆1（2002年）- 1役 主演
- 突入せよ!　あさま山荘事件（2002年）
- LADY DROP レディ・ドロップ（2002年）
- 海は見ていた（2002年）
- ブラックキス（2004年）
- レディ・ジョーカー（2004年）

- TAKESHIS'（2005年）
- 剣 tsurugi（2005年）
- バッシング（2005年）
- やじきた道中てれすこ（2006年）
- 明日への遺言（2007年） - 岡田陽 役
- 私は貝になりたい（2008年）
- かさぶた姫（2008年）
- 必死剣鳥刺し（2010年）

### ドラマ
- 3年B組金八先生（2004 - 2005年） - 青木圭吾（養護学校教員） 役
- 警視庁鑑識班第18作「首吊り死体に劇薬の痕跡！拭き忘れた指紋とロープの繊維片が暴く女3人の危険な約束」（2005年2月1日） - 風間均（捜査一課刑事）  役

### 舞台
- 1945年の忠臣蔵（2005年）